# United States Custom House
L'United States Custom House, également connu sous le nom d'Old Post Office and Custom House, est un bâtiment gouvernemental historique situé au 423 Canal Street à La Nouvelle-Orléans, en Louisiane.
La construction du bâtiment, conçu pour abriter plusieurs bureaux fédéraux et stocker des marchandises, a commencé en 1848 et ne s'est terminée qu'en 1881 en raison de la guerre de Sécession. Les bureaux des douanes américaines y sont installés à partir de la fin du XIXe siècle jusqu'aux années 2000. Il abrite depuis 2008 l'Audubon Butterfly Garden and Insectarium (en), le plus grand musée américain indépendant consacré aux insectes.
Connu pour ses colonnes de style néo-égyptien, il a été inscrit au Registre national des lieux historiques et désigné National Historic Landmark en 1974.

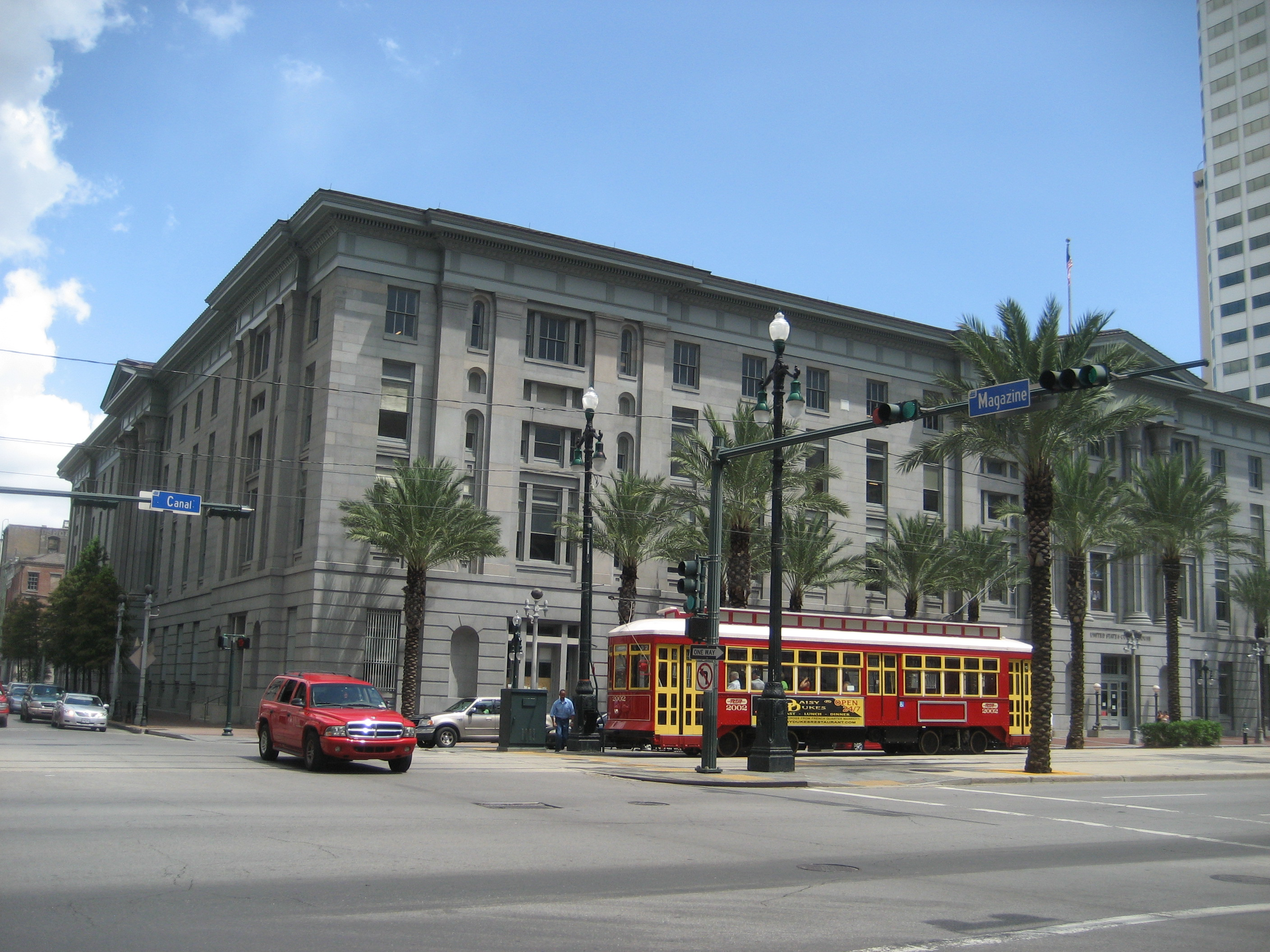
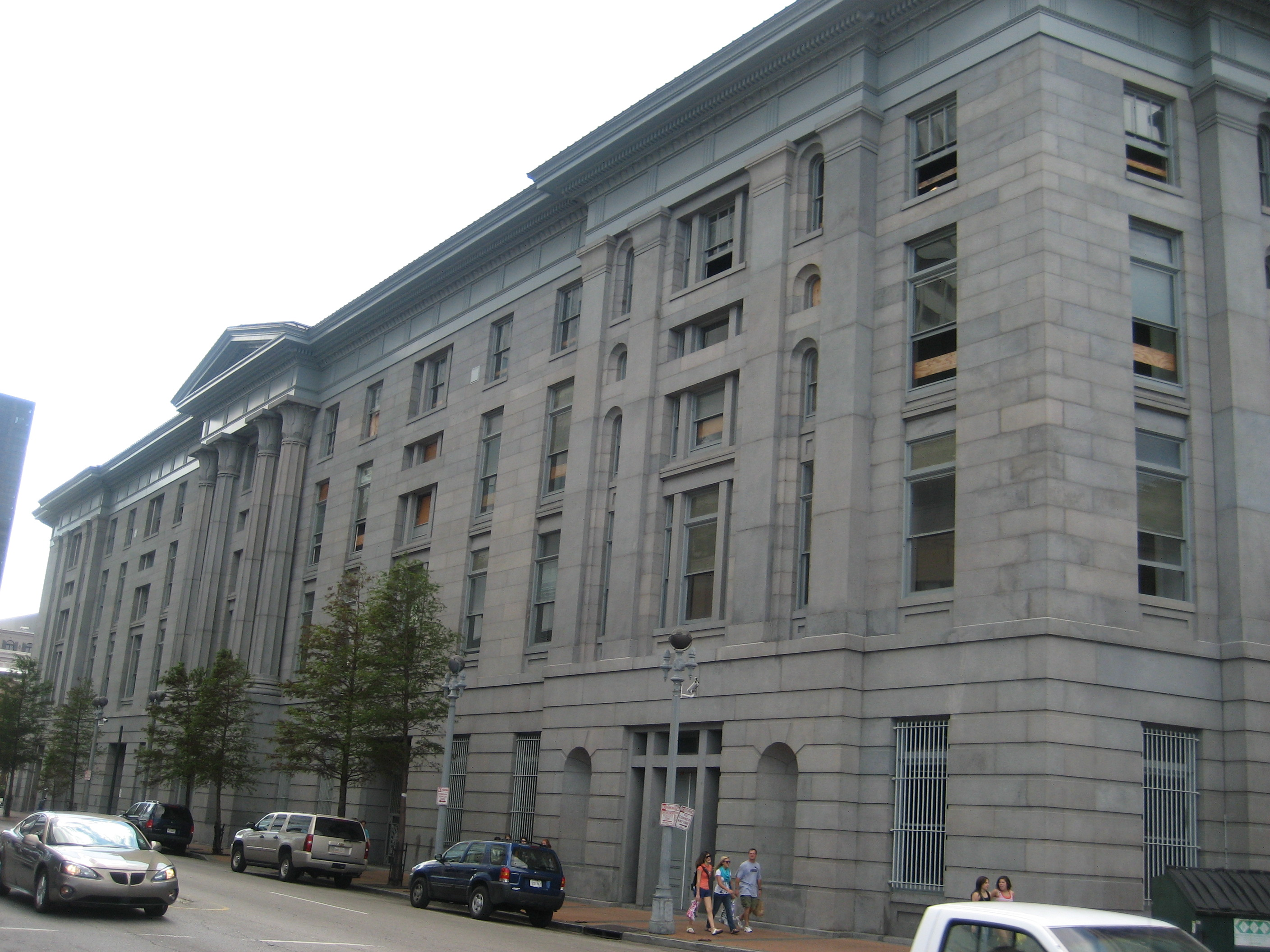